# Понсия, Вини
Ви́нсент «Ви́ни» По́нсия-младший (англ. Vincent «Vini» Poncia, Jr.; род. 29 апреля 1942, Провиденс) — американский музыкант, автор песен и музыкальный продюсер.

## Биография
В 1960-е годы Понсия образовал дуэт авторов песен со своим другом с детства Питером Андерсом. Альбом песен, написанных ими, The Anders & Poncia Album, был спродюсирован Ричардом Перри и выпущен в 1969 году. Их песни записывали такие исполнители, как The Ronettes, Bobby Bloom и Darlene Love. Андерс и Понсия были также участниками групп The Trade Winds и The Innocence. Дебютный сингл The Trade Winds «New York is a Lonely Town» достиг 32-го места в чарте Billboard Hot 100 в 1966 году. В 1991 японский автор-исполнитель Тацуро Ямасита записал кавер-версию этой песни под названием «Tokyo is a Lonely Town».
В 1968, вместе с Фрэнки Мелузо (Frankie Meluso, азвестен также как Mell) и Питером Андерсом, Понсия основал компанию MAP (Mell Anders Poncia) City Records в Нью-Йорке; в состав компании входила небольшая студия звукозаписи, оборудованная их звукоинженером Питером Розеном (Peter H. Rosen), который записал на ней 16 альбомов до 1970, когда компания была ликвидирована.
На протяжении 1970-х Понсия был соавтором Ринго Старра и принял участие (как соавтор, музыкант и продюсер) в создании нескольких его сольных альбомов: Beaucoups of Blues (1970), Ringo (1973), Goodnight Vienna (1974), Ringo's Rotogravure (1976), Ringo the 4th (1977), Bad Boy (1978). Понсия также спродюсировал альбомы для Мелиссы Манчестер и альбом Линды Картер Portrait. Как автор песен, он писал песни для Jackie DeShannon и Томми Джеймса. Он был также продюсером альбомов группы The Faragher Brothers, Open Your Eyes (1978) и The Faraghers (1979).
В 1978 он продюсировал альбом участника групп Kiss Питера Крисса Peter Criss (1978). По рекомендации Крисса Понсия спродюсировал два альбома и самой группы Kiss — Dynasty (1979) и Unmasked (1980); Понсия спел бэк-вокал и помог в написании песен для этих альбомов. В 1981 году он спродюсировал альбом группы Tycoon Turn Out The Lights.
Понсия также продюсировал рок-группу из Детройта, Adrenalin, и их песню «Road of the Gypsy», прозвучавшую в фильме Iron Eagle (1985). Он спродюсировал группу DC Drive и их одноимённый альбом (1991).
Понсия спродюсировал и второй сольный (после ухода из Kiss) альбом Питера Крисса Let Me Rock You (1982), а также был указан как соавтор пяти песен альбома KISS 1989 года Hot in the Shade.
Награждён премией «Грэмми» в 1978 в номинации «Best R&B Song» как соавтор песни Лео Сэйера «You Make Me Feel Like Dancing».